# County Fair (1937)
County Fair é um filme norte-americano de 1937, do gênero drama, dirigido por Howard Bretherton e estrelado por John Arledge, Mary Lawrence e J. Farrell MacDonald. Foi um remake do filme de 1932, The County Fair.